# Oligodon hamptoni
Oligodon hamptoni är en ormart som beskrevs av Boulenger 1900. Oligodon hamptoni ingår i släktet Oligodon och familjen snokar. Inga underarter finns listade i Catalogue of Life.
Denna orm förekommer med två mindre populationer i centrala respektive norra Myanmar. Arten lever i kulliga områden mellan 400 och 580 meter över havet. Det är inte känt om arten föredrar skogar eller öppna landskap. Honor lägger antagligen ägg.
Kanske hotas beståndet av gruvdrift. De senaste fynden är från 1940-talet. IUCN kategoriserar arten globalt som otillräckligt studerad.